# Vera Zozuļa
Vera Zozuļa, (en russe : Вера Васильевна Зозуля - Vera Vassilievna Zozoulia) née le 15 janvier 1956 à Talsi, est une ancienne lugeuse soviétique (aujourd'hui lettonne). Elle a pratiqué ce sport au plus haut niveau pendant les années 1970 et 1980. Au cours de sa carrière, elle est la première non-germanophone à remporter le titre olympique en luge lors des Jeux olympiques d'hiver de 1980 à Lake Placid. Elle a également remporté trois médailles aux Championnats du monde dont un titre en 1978 à Imst. Après sa retraite sportive, elle est devenue entraîneuse de luge pour l'Union soviétique, la Lettonie et la Pologne. Elle est introduite au temple de la renommée de la fédération internationale de luge de course (FIL) en 2006.

## Palmarès
| Compétitions / Année    | 1976 | 1977 | 1978 | 1979 | 1980 | 1981 | 1982 |
| ----------------------- | ---- | ---- | ---- | ---- | ---- | ---- | ---- |
| Jeux Olympiques d'hiver |      |      |      |      | 1re  |      |      |
| Championnats du monde   |      | 2e   | 1re  |      |      | 3e   |      |
| Coupe du monde          |      |      |      |      |      | 14e  | 1re  |
| Championnats d'Europe   | 1re  |      |      | 3e   |      |      |      |

### Coupe du monde
- 1 gros globe de cristal en individuel : 1982.
- 4 podiums individuels : 
  - en simple : 1 victoire, 1 deuxième place et 2 troisièmes places.